# Rua Homem de Melo
A Rua Homem de Melo é um logradouro localizado no bairro da Tijuca, na Zona Norte do Rio de Janeiro.
De acordo com levantamento do Sindicato da Habitação (Secovi Rio), é considerada a rua com preço do metro quadrado mais caro da Tijuca (9.079,00 reais). Sendo uma via estritamente residencial e bastante arborizada, majoritariamente de condomínios de classe média e média alta. Também conta com o tradicional Colégio Pallas, uma das mais famosas instituições de ensino privada da Tijuca, além da Escola Municipal Almirante Barroso.
O nome da rua vem de uma homenagem a Francisco Inácio Marcondes Homem de Melo, o barão de Homem de Melo, que foi um político, escritor, professor e cartógrafo brasileiro, além de membro da Academia Brasileira de Letras (ABL).